# Али паша Малкоч Явуз
Али паша Малкоч Явуз (на турски: Malkoç Yavuz Ali Pasha; † 26 юли 1604) е османски държавник от рода Малкочоглу. Бейлербей на Египет в периода 1601 – 1603 г. По-късно назначен за велик везир от 16 октомври 1603 до смъртта си на 26 юли 1604 г. През лятото на 1604 г. напуска столицата Цариград, за да поеме командването на османската армия във войната срещу Хабсбургите. Скоро след това заболява и умира в Белград.